# Liste der Straßen und Plätze in Kemnitz (Dresden)

Lage der Gemarkung Kemnitz in Dresden

Die Liste der Straßen und Plätze in Kemnitz beschreibt das Straßensystem im Dresdner Stadtteil Kemnitz mit den entsprechenden historischen Bezügen. Aufgeführt sind Straßen, die im Gebiet der Gemarkung Kemnitz liegen. Kulturdenkmale in der Gemarkung Kemnitz sind in der Liste der Kulturdenkmale in Kemnitz aufgeführt.
Kemnitz ist Teil des statistischen Stadtteils Briesnitz, der wiederum zum Stadtbezirk Cotta der sächsischen Landeshauptstadt Dresden gehört. Wichtigste Straße in der Kemnitzer Flur ist die Bundesautobahn 4 (Europastraße 40/Europastraße 55) auf ihrem Abschnitt zwischen dem Autobahndreieck Dresden-West und dem Autobahndreieck Dresden-Nord. Sie verläuft grob in West-Ost-Richtung den Brabschützer Berg hinab durch die Gemarkung und verlässt diese wieder auf der Dresdner Autobahnbrücke über die Elbe.
Ebenfalls durch Kemnitz führt die Bundesstraße 6. Sie ist über die Anschlussstelle Dresden-Altstadt, deren lange, autobahnzubringerartige Auffahrt parallel zur A 4 von der Kemnitzer bis in die Mobschatzer Flur führt, an die Autobahn angebunden. In Kemnitz nimmt auch die Kreisstraße 6242 (Verkehrszug Pfaffengrund–Am Kirchberg–Zschonergrundstraße–Merbitzer Straße) ihren Ausgang und führt über Merbitz, Alt-Leuteritz und Brabschütz nach Cossebaude. Insgesamt gibt es in Kemnitz 14 benannte Straßen und Plätze, die in der folgenden Liste aufgeführt sind.

## Legende
Die nachfolgende Tabelle gibt eine Übersicht über die vorhandenen Straßen und Plätze im Ortsteil sowie einige dazugehörige Informationen. Im Einzelnen sind dies:
- Name/Lage: Aktuelle Bezeichnung der Straße oder des Platzes sowie unter ‚Lage‘ ein Koordinatenlink, über den die Straße oder der Platz auf verschiedenen Kartendiensten angezeigt werden kann. Die Geoposition gibt dabei ungefähr die Mitte der Straße an.
- Länge/Maße in Metern: Die in der Übersicht enthaltenen Längenangaben sind nach mathematischen Regeln auf- oder abgerundete Übersichtswerte, die in Google Earth mit dem dortigen Maßstab ermittelt wurden. Sie dienen eher Vergleichszwecken und werden, sofern amtliche Werte bekannt sind, ausgetauscht und gesondert gekennzeichnet. Bei Plätzen sind die Maße in der Form a × b dargestellt. Der Zusatz ‚im Stadtteil‘ bzw. ‚im Ortsteil‘ gibt an, wie lang die Straße innerhalb des Stadt-/Ortsteils ist, sofern sie durch mehrere Stadt-/Ortsteile verläuft.
- Namensherkunft: Ursprung oder Bezug des Namens.
- Jahr der Benennung: Zeitpunkt, zu dem die Straße ihren heute gültigen Namen erhielt (sofern bekannt).
- Anmerkungen: Weitere Informationen bezüglich anliegender Institutionen, der Geschichte der Straße, historischer Bezeichnungen, Baudenkmalen usw.
- Bild: Foto der Straße.

## Straßenverzeichnis
| Name/Lage                | Länge/Maße | Namensherkunft                                                                 | Jahr der Benennung | Anmerkungen | Bild |
| ------------------------ | ---------- | ------------------------------------------------------------------------------ | ------------------ | --- | ---- |
| Am Kirchberg Lage        |            | Flurname Kirchberg der Briesnitzer Kirche                                      |                    | Die Straße Am Kirchberg ist die alte Verbindung von Kemnitz nach Briesnitz. Im Kreuzungsbereich mit der Zschonergrundstraße lag der Kemnitzer Dorfkern. Als der Verkehrszug Pfaffengrund–Am Kirchberg 1935 zum Autobahnzubringer ausgebaut wurde, mussten die meisten Gebäude des Dorfkerns weichen. Im Dezember 1997 und Februar 1998 wurde schrittweise der neue Autobahnanschluss auf der Nordseite der A 4 freigegeben und die Straße Am Kirchberg dadurch entlastet. |      |
| Brückenstraße Lage       |            | nahegelegene Brücke der Meißner Landstraße über die Bahnstrecke Berlin–Dresden | 1926               | Die Brückenstraße verläuft parallel zur Bahnstrecke bis zur Flurgrenze zu Stetzsch. Ursprünglich hieß sie deshalb Bahnstraße. |      |
| Flensburger Straße Lage  |            | Flensburg                                                                      | 1926               | Der Name Flensburger Straße ersetzte zusammenfassend die Gohliser, Kemnitzer und Dresdner Straße zwischen Stetzsch und Kemnitz. |      |
| Holsteiner Straße Lage   |            | Holstein                                                                       | 1936               | Die Holsteiner Straße hieß gemäß ihrer Lage bis einige Jahre nach der 1921 erfolgten Eingemeindung von Kemnitz Bergstraße. In Erinnerung an die Skagerrakschlacht von 1916 wurde sie 1926 in Skagerrakstraße umbenannt. Zehn Jahre später erhielt sie den heutigen Namen. |      |
| Lindenheim Lage          |            | Wohnsitz an den Linden                                                         |                    | Die Straße Lindenheim wurde 1913 als Lindenstraße angelegt und erhielt nach der Eingemeindung von Kemnitz ihren heutigen Namen. |      |
| Lindenplatz Lage         |            | Linden                                                                         | 1934               | Der Platz wurde in den 1920er Jahren angelegt. An ihm treffen die Straßen Lindenheim, Welte- und Holsteiner Straße zusammen. |      |
| Meißner Landstraße Lage  |            | Landstraße nach Meißen                                                         | 1926               | Die Meißner Landstraße geht auf einen mittelalterlichen Fahrweg zurück, der im 19. Jahrhundert ausgebaut wurde und zunächst Meißner Straße hieß. |      |
| Merbitzer Straße Lage    |            | Merbitz, westlich benachbarter Ortsteil                                        |                    | Die Merbitzer Straße ist Teil der alten Verbindung von Merbitz nach Briesnitz und somit auch ein Abschnitt des historischen Bischofswegs. |      |
| Pfaffengrund Lage        |            | Pfaffengrund, Flurname                                                         | 1926               | Die Straße Pfaffengrund hieß gemäß ihrer Lage bis einige Jahre nach der 1921 erfolgten Eingemeindung von Kemnitz Talstraße und erhielt ihren derzeitigen Namen nach einem Flurnamen. Dort lagen auch die Pfaffenwiesen, die zu ihrem Namen kamen, weil ihr Ertrag dem Briesnitzer „Pfaffen“ (Pfarrer) zustand. |      |
| Schleswiger Straße Lage  |            | Herzogtum Schleswig                                                            |                    | Die Schleswiger Straße erhielt ihren Namen analog zur benachbarten Holsteiner Straße nach dem anderen Landesteil Schleswig-Holsteins. |      |
| Weltestraße Lage         |            | Müllerfamilie Welte                                                            | 1926               | Die Weltestraße hieß gemäß ihrer Lage bis einige Jahre nach der 1921 erfolgten Eingemeindung von Kemnitz Hohe Straße und erhielt dann ihren heutigen Namen nach der Müllerfamilie Welte, der bis 1899 die Kemnitzer Weltemühle im Zschonergrund gehörte. |      |
| Zschonergrundstraße Lage |            | Zschonergrund                                                                  |                    | Die Zschonergrundstraße verbindet die Meißner Landstraße mit der Merbitzer Straße. |      |
| Zschonergrundweg Lage    |            | Zschonergrund                                                                  |                    | Der Zschonergrundweg beginnt in Steinbach und folgt dem Zschonerbach bis nach Kemnitz. |      |
| Zwergstraße Lage         |            | Zwerg als Sinnbild von Kleinheit/Kürze                                         | 1926               | Die Zwergstraße hieß bis einige Jahre nach der 1921 erfolgten Eingemeindung von Kemnitz Querstraße, da sie eine Querverbindung zwischen der heutigen Meißner Land- und der Brückenstraße ist. Zu ihrem heutigen Namen kam sie, weil sie zu den kürzesten Straßen Dresdens gehört. |      |